# Teodoro Úbeda Gramage
Teodoro Úbeda Gramage (* 30. Oktober 1931 in Ontinyent; † 18. Mai 2003 in Palma) war Bischof von Mallorca.

## Leben
Teodoro Úbeda Gramage empfing am 26. Juni 1955 die Priesterweihe.
Paul VI. ernannte ihn am 1. September 1970 zum Weihbischof in Ibiza und Titularbischof von Thunusuda. Der Apostolische Nuntius in Spanien, Luigi Dadaglio, weihte ihn am 1. November desselben Jahres zum Bischof; Mitkonsekratoren waren José María García Lahiguera, Erzbischof von Valencia, und Francisco Planas Muntaner, Bischof von Ibiza. 
Der Papst ernannte ihn am 13. April 1973 zum Bischof von Mallorca.